# Paul Shorey

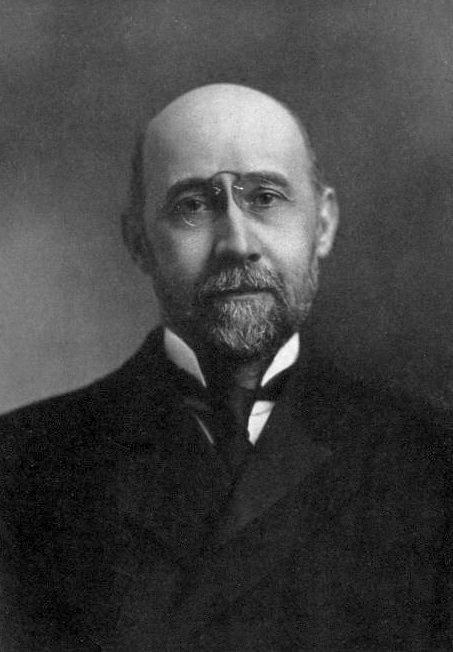
Paul Shorey

Paul Shorey (* 3. August 1857 in Davenport, Iowa; † 24. April 1934 in Chicago) war ein US-amerikanischer Klassischer Philologe, der von 1892 bis 1927 als Professor of Greek an der Universität von Chicago wirkte. Er trat publizistisch für die Emanzipation seines Faches in den Vereinigten Staaten ein und wandte sich insbesondere gegen die deutsche Altertumswissenschaft.

## Leben
Paul Shorey, der Sohn des Richters Daniel Lewis Shorey, wurde in Davenport, Iowa geboren und wuchs ab 1865 in Chicago auf. Ab 1874 studierte er an der Harvard University Klassische Philologie, Geschichte und Philosophie. Zu seinen Lehrern gehörten William Watson Goodwin und Frank E. Anderson, den Shory sehr bewunderte. Nach dem Bachelor (1878) absolvierte er ein Studium der Rechtswissenschaft und erhielt 1880 die Zulassung als Rechtsanwalt. Sein hauptsächliches Interesse galt jedoch der antiken Literatur, insbesondere der Philosophie Platons.
Ab 1881 vertiefte Shorey seine Studien im Ausland: Er studierte an der Universität Leipzig (1881–1882), an der Universität Bonn (1882), an der American School of Classical Studies at Athens (1882–1883) und an der Ludwig-Maximilians-Universität München, wo er 1884 mit einer auf Latein geschriebenen Dissertation über Platons Ideenlehre zum Dr. phil. promoviert wurde.
Nach seiner Rückkehr in die USA arbeitete Shorey als Professor of Latin and Philosophy am Bryn Mawr College. 1892 wechselte er an die neugegründete Universität von Chicago, wo er als Professor of Greek und seit 1896 als Leiter des Classics Department lehrte.
Während der Zeit seines Wirkens in Chicago fand Shorey landesweite und internationale Beachtung. Im Jahr 1901/1902 war er Annual Vice Director der American School of Classical Studies at Athens, 1909/1910 Präsident der American Philological Association, 1912 Gastdozent an der Johns Hopkins University und in Harvard.
Gleichzeitig trat Shorey entschieden für die Eigenständigkeit der Wissenschaft in den Vereinigten Staaten ein. Er forderte den Ausbau der Altertumsforschung, besonders der Klassischen Philologie an den amerikanischen Universitäten, die damals noch in den Anfängen stand. Schon vor seiner Ernennung zum Roosevelt-Gastprofessor an der Berliner Universität (1913/1914) war er publizistisch gegen die deutsche Wissenschaftspraxis aufgetreten. Während des Ersten Weltkriegs gehörte Shorey zu den aktiven Befürwortern eines amerikanischen Kriegseintritts.
In den Zwanziger Jahren war Shorey zu einem einflussreichen Vertreter der Klassischen Philologie avanciert. Seit 1908 gab er die Zeitschrift Classical Philology heraus, in der er nicht nur seine eigene, gegen die deutsche Forschung gerichtete Position propagierte, sondern auch andere Ansichten zu Wort kommen ließ. Shorey beteiligte sich rege an der Auseinandersetzung um eine Schulreform in den Vereinigten Staaten, wobei er die Stellung der Alten Sprachen an den High Schools verteidigte. Viele Universitäten luden ihn als Gastdozenten ein. An der Universität Berkeley war er dreimal Sather Professor (1916, 1919 und 1928). Er erhielt von 1905 bis 1925 elf Ehrendoktorwürden, davon eine im Ausland (Universität Lüttich, 1924). Seit 1911 war er Mitglied der American Academy of Arts and Letters. 1927 trat Shorey in den Ruhestand, blieb aber weiterhin publizistisch tätig, nahm Gastdozenturen wahr und gab bis zu seinem Tod die Zeitschrift Classical Philology heraus.

## Leistungen
Paul Shorey war zu Lebzeiten einer der einflussreichsten und profiliertesten Klassischen Philologen in den USA. Durch seine zahlreichen Schüler und sein persönliches Engagement trug er zum Ausbau seines Faches an den amerikanischen Universitäten bei. Die Ausbildung von Graduate Students in den Altertumswissenschaften wurde an zahlreichen Universitäten erst während seiner Zeit möglich. So waren die Studenten nicht gezwungen, zur Vervollkommnung ihrer Studien ins Ausland zu gehen. Die Studienordnung der Universität von Chicago und der Johns Hopkins University entwarf er selbst.
In der Forschung vertrat Shorey sehr eigenständige Positionen, mit denen er sich dem wissenschaftlichen Mainstream entgegenstellte. Hauptgegenstand seiner eigenen Forschungsarbeit war die Philosophie Platons. Shorey vertrat die Ansicht, dass Platons philosophisches System sich nicht im Lauf seines Lebens entwickelt habe, sondern eine Einheit darstelle. Damit stieß er besonders im Ausland auf Kritik. Zu seinen schärfsten Gegnern gehörte der einflussreiche Berliner Professor Ulrich von Wilamowitz-Moellendorff, der Shorey 1913/1914 daran hinderte, ein Seminar über Platons Politeia im Rahmen seiner Berliner Gastprofessur zu halten.
Shorey übertrug seine Ansichten auch auf andere Forscher und nahm Einfluss auf ihre Arbeit. So bewegte er seinen Kollegen John A. Scott dazu, sich in der Homerischen Frage auf die Seite der Unitarier zu stellen. Scott hielt 1921 eine Vorlesung mit dem Titel The Unity of Homer. Shorey hatte 1903 ein Essay mit dem Titel The Unity of Plato’s Thought verfasst.
Shorey selbst hielt seinen Einfluss auf die Wissenschaft für gering. Er polemisierte in seiner Zeitschrift Classical Philology gegen zahlreiche Forschungsmeinungen, darunter auch das neue Verständnis der griechischen Metrik, das Wilamowitz und sein Schüler Paul Maas entwickelten. Auch wenn Shorey zu Lebzeiten ein wissenschaftlicher Außenseiter blieb, wurden seine Hauptarbeiten über Platon auch nach seinem Tod rezipiert und mehrfach nachgedruckt.
Zu den zahlreichen Schülern, die Shorey während seiner vierzig Jahre an der Universität von Chicago hatte, gehören Harold Cherniss und George Norlin, der langjährige Präsident der University of Colorado at Boulder.

## Schriften (Auswahl)
- Horace. Odes and Epodes. Boston 1898. Zweite Auflage mit Gordon Jennings Laing, Boston 1910
- The Unity of Plato’s Thought. Chicago 1903. Nachdrucke New York 1968, New York 1980
- The Creative Intelligence and Modern Life. Boulder, Colorado 1928
- What Plato Said. Chicago 1933
- Plato / The Republic. Zwei Bände, Cambridge/London 1930–1935
- Platonism Ancient and Modern. Berkeley 1938
- Leonardo Tarán (Hrsg.): Selected Papers. Zwei Bände, New York 1980